# Džemal Hadžiabdić
Džemal Hadžiabdić (Mostar, 25 luglio 1953) è un allenatore di calcio ed ex calciatore bosniaco e precedentemente jugoslavo.

## Carriera

### Giocatore

#### Club
A livello di calcio giocato ha iniziato in patria, dove ha vestito per dieci anni la maglia del Velež Mostar prima di trasferirsi nel Regno Unito, nel quale ha giocato per lo Swansea City.

#### Nazionale
Con la maglia della Nazionale ha collezionato 20 presenze tra il 1974 e il 1978.

### Allenatore
Dopo il ritiro dal calcio giocato ha intrapreso la carriera da allenatore ricoprendo il ruolo da CT della Nazionale qatariota alla Coppa d'Asia 2000 e successivamente a diversi club del Medio Oriente.

## Palmarès

### Giocatore

#### Competizioni nazionali
- Coppa del Galles: 3

Swansea City: 1980-1981, 1981-1982, 1982-1983

#### Competizioni internazionali
- Coppa dei Balcani per club: 1

Velež Mostar: 1980

### Allenatore

#### Competizioni nazionali
- Campionato saudita: 2

Al-Ittihad: 1997, 1999
- Coppa della Corona del Principe saudita: 1

Al-ittihad: 1997
- Coppa Principe Faysal bin Fahd: 2

Al-ittihad: 1997, 1999
- UAE Football League: 1

Al-Ain: 2002-2003
- Arabian Gulf Super Cup: 1

Al-Ain: 2002
- Sheikh Jassem Cup: 1

Al-Wakrah: 2003-2004
- Qatar Crown Prince Cup: 1

Qatar SC: 2009
- UAE Federation Cup: 1

Al Dhafra: 2011-2012

#### Competizioni internazionali
- Coppa delle Coppe dell'AFC: 1

Al-Ittihad: 1999
- Coppa dei Campioni del Golfo: 1

Al-Ittihad: 1999
- AFC Champions League: 1

Al-Ain: 2002-2003